# Mercedes-Benz 260D
Mercedes-Benz 260D – samochód osobowy klasy średniej-wyższej produkowany przez firmę Mercedes-Benz w latach 1936–1940, nosił oznaczenie wewnętrzne W138. Pojazd dostępny był jako: kabriolet, sedan oraz landaulet. Do napędu użyto wysokoprężnego silnika R4 OHV o pojemności 2,6 litra oraz mocy maksymalnej 45 KM (33 kW) przy 3000 obr./min. Uznaje się go za pierwszy seryjnie produkowany samochód osobowy z silnikiem Diesla. Napęd przenoszony był na oś tylną początkowo przez 3-biegową manualną skrzynię biegów z nadbiegiem, później zaś przez w pełni zsynchronizowaną skrzynię 4-biegową. Powstało niecałe 2000 egzemplarzy modelu.

## Dane techniczne
Rocznik 1937 Limousine:
- R4 2,6 l (2545 cm³) Daimler-Benz OM 138, 2 zawory na cylinder, OHV
- Układ zasilania: wtrysk pośredni
- Średnica cylindra × skok tłoka: 90,00 x 100,00 mm
- Stopień sprężania: 20,5:1
- Moc maksymalna: 45 KM (33 kW) przy 3000 obr/min
- Maksymalny moment obrotowy: ok. 120 Nm przy 1500 obr/min
- Prędkość maksymalna: 94 km/h
- Zużycie paliwa: ok. 9,5 l / 100 km